# Forge d'Ans
La forge d'Ans [fɔʁʒ dɑ̃s] est une ancienne forge française située dans la commune de Cubjac-Auvézère-Val d'Ans, dans le département de la Dordogne.

## Localisation
La forge d'Ans est située au lieu-dit la Forge-d'Ans, sur le territoire de l'ancienne commune de La Boissière-d'Ans, intégrée depuis 2017 au sein de la commune nouvelle de Cubjac-Auvézère-Val d'Ans, en pays d'Ans, dans le quart nord-est du département de la Dordogne.
La forge-fonderie était située à proximité des ruines de l'ancien château d'Ans. La force motrice était fournie par le Blâme — sur lequel avait été construit un barrage — qui longe la forge à l'ouest, juste avant sa confluence avec l'Auvézère.

## Historique

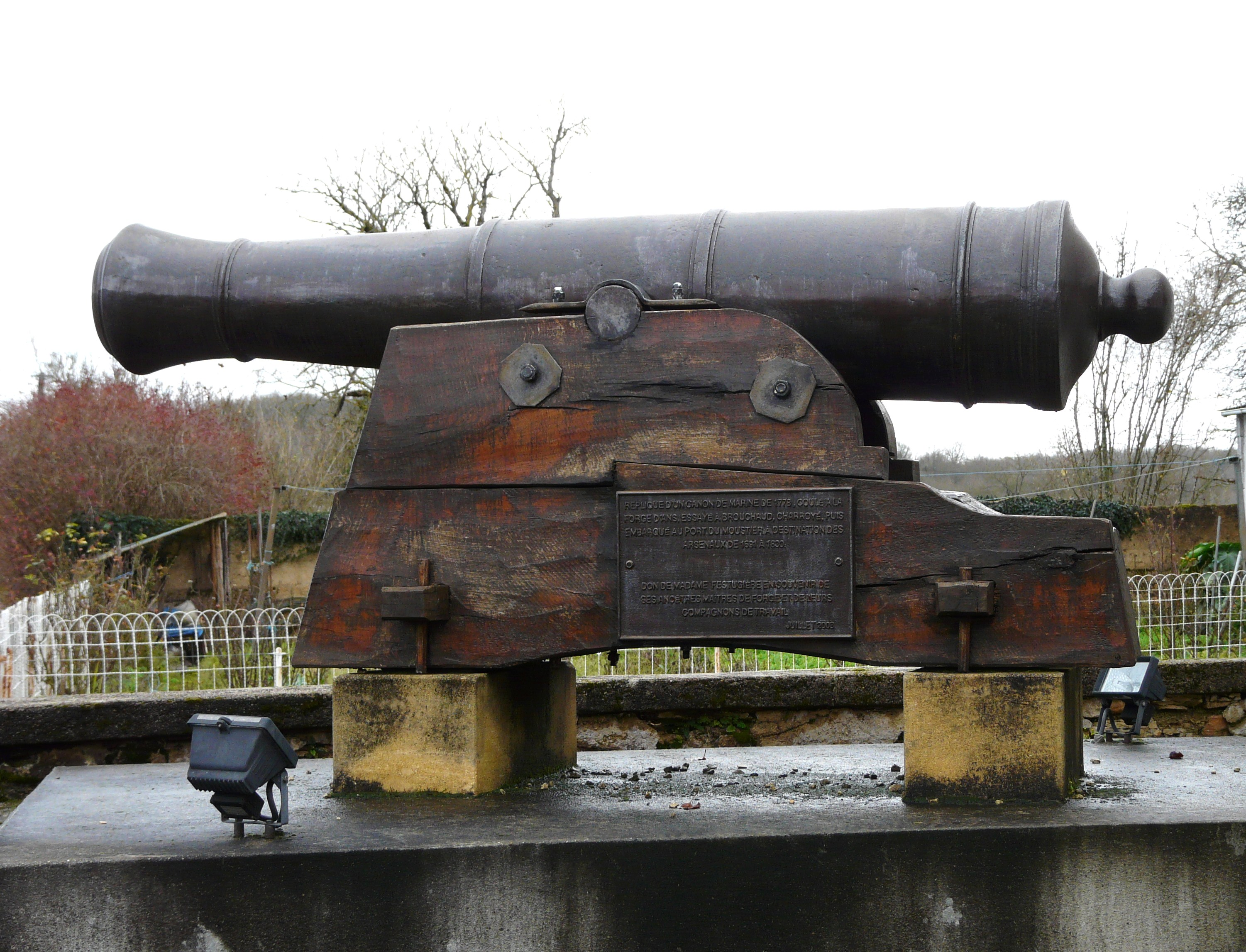
Réplique d'un canon de marine de 1778, coulé à la forge d'Ans.

C'est à la Forge-d'Ans, en bordure de l'Auvézère, que de 1691 à 1830 ont été fondus des canons destinés à la Marine royale. Une fois réalisés, ils étaient acheminés par voie terrestre sur 34 kilomètres au port du Moustier sur la Vézère d'où ils étaient transportés par voies fluviale puis maritime jusqu'aux arsenaux de Rochefort.
Elle avait connu une période prospère avec la famille Bertin puis avait périclité. Un contrat de vente du 2 décembre 1791 en transfère la propriété de la marquise de Taillefer, née Suzanne-Thérèse d'Arlot de Frugie de la Roque (1741-1821), au fermier Jean Festugière (1761-1829), qui constate le délabrement des locaux.
La reprise de la guerre au printemps 1793, le soulèvement de la Vendée, vont être favorables à la forge d'Ans. Les ouvriers vont se mettre en grève en 1794 pour obtenir une augmentation de salaire. Jean Festugière a profité de l’essor industriel naissant et des guerres de la Révolution et de l’Empire pour forger des canons. Le préfet de Dordogne de l’époque le désignait comme l'homme « le plus entendu dans la fabrication du fer ». Les Festugière se sont fait un nom dans l'industrie et la finance.
Comme la majorité des dernières forges du pays, elle subit de plein fouet les accords de libre-échange avec l'Angleterre de 1860 et, malgré la tentative d'un nouveau propriétaire de réorienter son activité en 1862, elle ferme en 1870. Émile Festugière (1837-1886), comprenant le déclin de la sidérurgie périgourdine, s'est installé dans la Haute-Marne. André-Jean Festugière est un descendant de Jean Festugière. 
L'ensemble des éléments subsistants de la forge d'Ans : maison de maître, parc,anciens hauts fourneaux, ancienne centrale électrique, moulerie, vannes hydrauliques, ont été inscrits au titre des monuments historiques le 21 décembre 2018.
En 2022, la forge fait partie des douze sites de la Nouvelle-Aquitaine retenus pour bénéficier de l'aide du Loto du patrimoine et doit recevoir à ce titre une aide de 168 000 euros de la part de la Mission Patrimoine de Stéphane Bern.

## Description

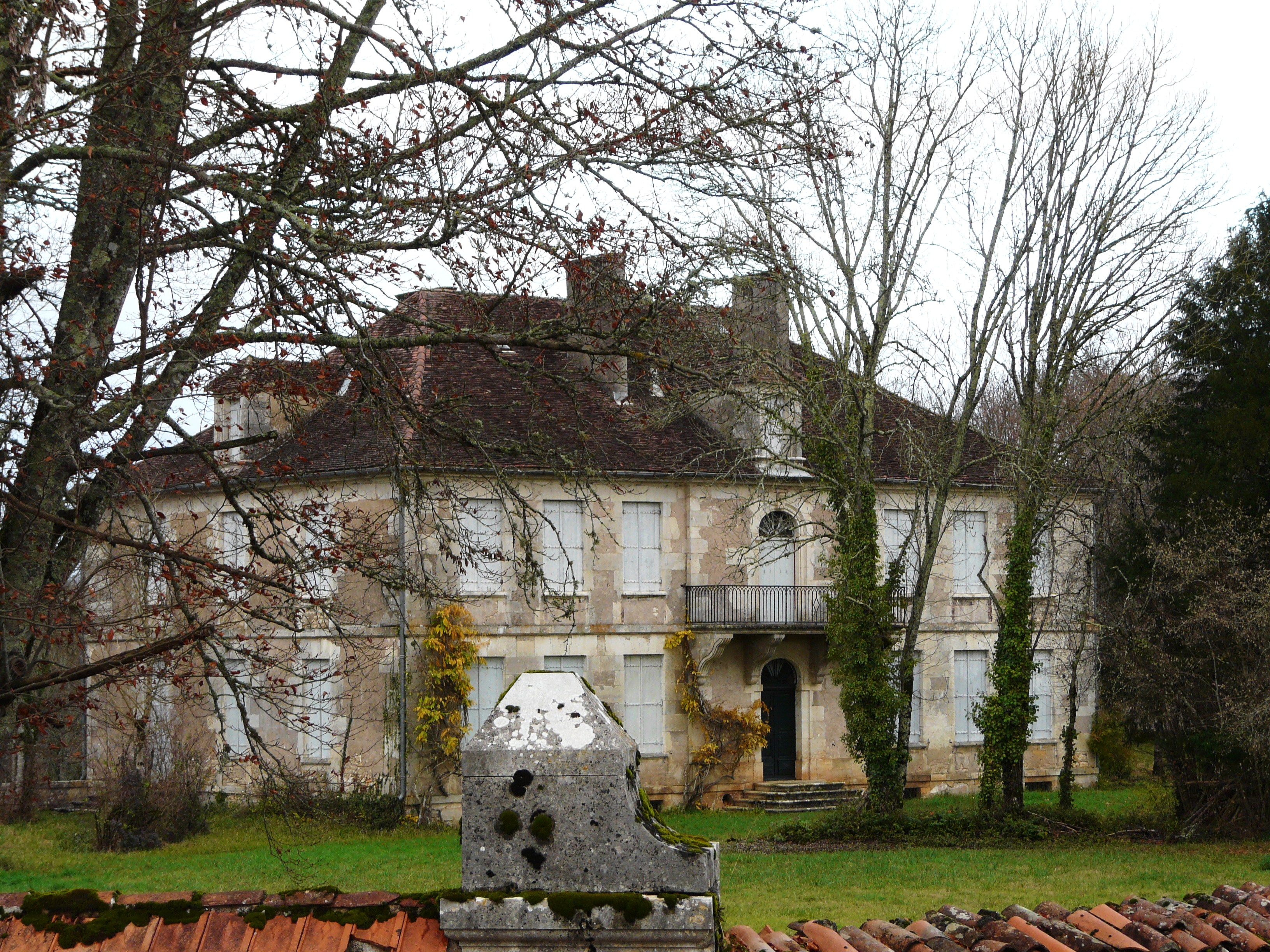
La maison de maître.

La forge d'Ans était à l'origine composée d'un nombre important de bâtiments dont certains ont disparu. Le domaine comptait également une halle à charbon, visible sur le plan de 1810 et le cadastre de 1841 mais dont il ne reste rien. 
Les hauts fourneaux, alimentés au XVIe siècle par le bois de la forêt Barade abattu à Reilhac, sont l'unique élément subsistant des anciennes installations de la forge qui comptait également une forerie de canons et une affinerie.
La maison de maître a été bâtie entre 1791 et 1810 par Jean Festugière. Elle comporte deux niveaux de sous-sol, un rez-de-chaussée, un étage et un niveau de combles. Le deuxième sous-sol, comporte des salles voûtées ainsi qu'un tunnel souterrain descendant jusqu'au niveau de la forge. Le premier sous-sol comporte également plusieurs salles voûtées et notamment une ancienne cuisine avec une cheminée, une rôtissoire, un four à pain et un potager. Un escalier extérieur monumental relie le niveau de la maison à celui de la forge.
Les bâtiments de la moulerie font face aux anciens hauts-fourneaux. Une petite centrale électrique a été installée au sud des vestiges des hauts-fourneaux pour produire de l'électricité grâce aux installations hydrauliques de l'ancienne forge. Elle n'est plus en activité mais abrite encore quelques éléments de machinerie. Par ailleurs, le domaine possède encore une vanne, vestige des installations hydrauliques destinées à réguler le débit de l'eau faisant tourner les roues actionnant les soufflets de la forge.
Le domaine de la forge d'Ans est fermé au nord, au sud et à l'ouest par un mur de pierre que complète une grille au sud. Il conserve deux anciens portails, l'un au nord-ouest situé à l'extrémité de l'ancienne moulerie, et l'autre à l'ouest s'ouvrant sur la maison de maître. Un troisième portail, au sud-ouest, à l'extrémité du jardin, est un aménagement récent.